# Lijst van rijksmonumenten in Sint Annaparochie
De plaats Sint Annaparochie (Bildts, Fries: Sint Anne) telt 16 inschrijvingen in het rijksmonumentenregister. Hieronder een overzicht. 
| Object | Oorspronkelijke functie? | Bouwjaar                                   | Architect               | Locatie                   | Coördinaten?                  | Nr.?   | Afbeelding        |
| --- | ------------------------ | ------------------------------------------ | ----------------------- | ------------------------- | ----------------------------- | ------ | ----------------- |
| Van Harenskerk, hervormde kerk op omheind kerkhof                                                                                   | Kerk en kerkonderdeel    | 1682 1846-'47 (herstel) 1937-'41 (rest.)   | Th.A. Romein (1846-'47) | Van Harenstraat 1         | 53° 16' 37" NB, 5° 39' 27" OL | 9495   | Meer afbeeldingen |
| Pand onder zadeldak tegen klokgevel                                                                                                 | Winkel                   |                                            |                         | Van Harenstraat 8         | 53° 16' 35" NB, 5° 39' 26" OL | 9496   | Meer afbeeldingen |
| Vijf traveeën breed pand met middenrisaliet in de voorgevel en verdieping met zesruitsvensters onder schilddak met hoekschoorstenen | Winkel met bovenwoning   |                                            |                         | Van Harenstraat 14        | 53° 16' 34" NB, 5° 39' 27" OL | 9497   | Meer afbeeldingen |
| Links onderkelderd pand met zesruitsvensters onder aan de voorzijde afgewolfd hoog zadeldak                                         | Winkel                   | 1737                                       |                         | Van Harenstraat 18        | 53° 16' 35" NB, 5° 39' 28" OL | 9498   | Meer afbeeldingen |
| Pand zonder verdieping met versierde gevel onder omgaand schilddak met dakkapel en hoekschoorstenen met borden                      | Woonhuis                 | ca. 1850                                   |                         | Van Harenstraat 24        | 53° 16' 35" NB, 5° 39' 31" OL | 9499   | Meer afbeeldingen |
| Deftig huis met omlijste ingang en zesruitsvensters en met verdieping onder laag schilddak                                          | Woonhuis                 | ca. 1860 (gevel)                           |                         | Van Harenstraat 26        | 53° 16' 35" NB, 5° 39' 31" OL | 9500   | Meer afbeeldingen |
| Pakhuis onder zadeldak tegen topgevel met drie lichtopeningen en met op de verdieping hijsluik en twee lichtopeningen               | Opslag                   |                                            |                         | Van Harenstraat 124       | 53° 16' 36" NB, 5° 39' 47" OL | 9501   | Meer afbeeldingen |
| Kop-hals-rompboerderij met voorhuis met zesruitsvensters, kleine lichtopeningen en schoorstenen waarop borden                       | Boerderij                | 1768                                       |                         | Middelweg-Oost 157        | 53° 16' 37" NB, 5° 40' 1" OL  | 9502   | Meer afbeeldingen |
| Boerderij met dwarsgebouw onderkelderd voorhuis onder schilddak                                                                     | Boerderij                |                                            |                         | Oudebildtdijk201          | 53° 17' 48" NB, 5° 40' 51" OL | 9503   | Meer afbeeldingen |
| De Haanburg | Boerderij                | ca. 1870                                   |                         | Oudebildtdijk 331         | 53° 17' 42" NB, 5° 39' 31" OL | 9504   | Meer afbeeldingen |
| Kop-hals-rompboerderij met voorhuis met omlijste ingang in de lange gevel, dakkapel en twee topschoorstenen met borden              | Boerderij                | waarsch. late 18e eeuw (omlijsting ingang) |                         | Oudebildtdijk 433         | 53° 17' 38" NB, 5° 38' 57" OL | 9505   | Meer afbeeldingen |
| Kop-hals-rompboerderij met voorhuis met bekroonde klokgevel met aanzetstukken en vensters met roeden beneden en in de top           | Boerderij                | 1757                                       |                         | Stadhoudersweg 75         | 53° 17' 14" NB, 5° 39' 15" OL | 9506   | Meer afbeeldingen |
| Kop-hals-rompboerderij met voorhuis onder zadeldak met aankapping over de luifel                                                    | Boerderij                | 1791 (schuur)                              |                         | Stadhoudersweg 80         | 53° 17' 40" NB, 5° 39' 16" OL | 9507   | Meer afbeeldingen |
| Voorm. lagere school met schoolmeesterswoning                                                                                       | Onderwijs en wetenschap  | 1819 (school) 1830 (kerkgebouw)(woning)    |                         | Wassenberghstraat 2 t/m 6 | 53° 16' 38" NB, 5° 39' 29" OL | 9508   | Meer afbeeldingen |
| Strandhuis "De Bildtpollen": strandhuis                                                                                             | Dienstwoning             | 1899 1927 (uitbr.)                         | H. Buwalda              | Schuringaweg 63           | 53° 18' 25" NB, 5° 39' 8" OL  | 512338 | Meer afbeeldingen |
| Strandhuis "De Bildtpollen": schuur                                                                                                 | Opslag                   | 1899                                       |                         | bij Schuringaweg 63       | 53° 18' 25" NB, 5° 39' 8" OL  | 512339 | Meer afbeeldingen |